# Bestuurlijke indeling van Schotland
Schotland is bestuurlijk onderverdeeld in 32 raadsgebieden (Engels: council areas).
Deze onderverdeling is ingevoerd in 1996. Van 1975 tot 1996 was het land onderverdeeld in regio's.
De traditionele indeling in graafschappen (counties) blijft echter zeer populair in het spraakgebruik en wordt ook nog gebruikt door de post. Voor ceremoniële doeleinden is het land verdeeld in Lieutenancy areas die ongeveer, maar niet helemaal met de graafschappen overeenstemmen.

## Raadsgebieden (council areas)
| 1. Inverclyde 2. Renfrewshire 3. West Dunbartonshire 4. East Dunbartonshire 5. Glasgow 6. East Renfrewshire 7. North Lanarkshire 8. Falkirk 9. West Lothian 10. Edinburgh 11. Midlothian 12. East Lothian 13. Clackmannanshire 14. Fife 15. Dundee 16. Angus | 1. Aberdeenshire 2. Aberdeen 3. Moray 4. Highland 5. Na h-Eileanan Siar (Buiten-Hebriden) 6. Argyll and Bute 7. Perth and Kinross 8. Stirling 9. North Ayrshire 10. East Ayrshire 11. South Ayrshire 12. Dumfries and Galloway 13. South Lanarkshire 14. Scottish Borders 15. Orkneyeilanden 16. Shetlandeilanden |  |

### Statistiek
| Vasteland                            | Oppervlakte (km²) | Bevolking (2017) | -sdichtheid (per km²) |
| ------------------------------------ | ----------------- | ---------------- | --------------------- |
| Aberdeen                             | 182               | 227.560          | 1.225                 |
| Aberdeenshire                        | 6317              | 261.470          | 41                    |
| Angus                                | 2184              | 116.040          | 53                    |
| Argyll and Bute                      | 7023              | 86.260           | 12                    |
| Clackmannanshire                     | 158               | 51.400           | 323                   |
| Dumfries and Galloway                | 6446              | 148.790          | 23                    |
| Dundee                               | 55                | 148.750          | 2.486                 |
| East Ayrshire                        | 1275              | 121.840          | 97                    |
| East Dunbartonshire                  | 176               | 108.330          | 621                   |
| East Lothian                         | 666               | 105.790          | 156                   |
| East Renfrewshire                    | 168               | 95.170           | 546                   |
| Edinburgh                            | 260               | 518.500          | 1.969                 |
| Falkirk                              | 293               | 160.340          | 539                   |
| Fife                                 | 1340              | 371.910          | 281                   |
| Glasgow                              | 175               | 626.410          | 3.586                 |
| Highland                             | 26.119            | 235.540          | 9                     |
| Inverclyde                           | 167               | 78.150           | 487                   |
| Midlothian                           | 350               | 91.340           | 258                   |
| Moray                                | 2237              | 95.520           | 43                    |
| North Ayrshire                       | 888               | 135.280          | 153                   |
| North Lanarkshire                    | 476               | 340.180          | 724                   |
| Perth and Kinross                    | 5395              | 151.290          | 29                    |
| Renfrewshire                         | 263               | 177.790          | 680                   |
| Scottish Borders                     | 4727              | 115.270          | 24                    |
| South Ayrshire                       | 1230              | 112.550          | 92                    |
| South Lanarkshire                    | 1778              | 319.020          | 180                   |
| Stirling                             | 2243              | 94.330           | 43                    |
| West Dunbartonshire                  | 176               | 89.130           | 561                   |
| West Lothian                         | 427               | 182.140          | 426                   |
| Totaal vasteland                     | 73.193            | 5.366.090        |                       |
| Eilanden                             |                   |                  |                       |
| Na h-Eileanan Siar (Buiten-Hebriden) | 3070              | 26.830           | 9                     |
| Orkneyeilanden                       | 1025              | 22.190           | 22                    |
| Shetlandeilanden                     | 1471              | 22.990           | 16                    |
| Totaal eilanden                      | 5566              | 72.010           |                       |
| Totaal Schotland                     | 78.759            | 5.438.100        |                       |

## Andere onderverdelingen
Schotland kent ook enkele andere bestuurlijke onderverdelingen.

### Politie en brandweer
De politie- en brandweergebieden zijn gebaseerd op de van 1975 tot 1996 gebruikte van regio's van Schotland en raadsgebieden van de eilanden.
| Dienst                                                                 | Oorspronkelijk gebied (voormalige regio's)                    | Raadsgebieden |
| ---------------------------------------------------------------------- | ------------------------------------------------------------- | --- |
| (Politie) (Brandweer)                                                  | Central                                                       | Clackmannanshire, Falkirk and Stirling |
| (Dumfries and Gallaway Constabulary) (Dumfries and Galloway brandweer) | Dumfries and Galloway                                         | Dumfries and Galloway |
| (Fife Constabulary) (Fife Fire brandweer)                              | Fife                                                          | Fife |
| Grampian Politie) (Grampian brandweer)                                 | Grampian                                                      | Aberdeenshire, Aberdeen en Moray |
| (Lothian Politie) (Lothian brandweer)                                  | Lothian en Scottish Borders                                   | Edinburgh, East Lothian, Scottish Borders, Midlothian en West Lothian |
| Constabulary (Highlands en Islands brandweer)                          | Highland, Orkneyeilanden, Shetlandeilanden en Buiten Hebriden | Highland, Orkneyeilanden, Shetlandeilanden en Buiten Hebriden |
| (Strathclyde Politie) (Strathclyde brandweer)                          | Strathclyde                                                   | Argyll and Bute, East Ayrshire, East Dunbartonshire, East Renfrewshire, City of Glasgow, Inverclyde, North Ayrshire, North Lanarkshire, Renfrewshire, South Ayrshire, South Lanarkshire en West Dunbartonshire |
| (Tayside Politie) (Tayside Fire brandweer)                             | Tayside                                                       | Angus, Dundee en Perth and Kinross |

### Sherriffdoms
Een Sheriffdom is een juridisch gebied.
- Glasgow and Strathkelvin
- Grampian, Highland and Islands
- Lothian and Borders
- North Strathclyde
- South Strathclyde, Dumfries and Galloway
- Tayside, Central and Fife

## Plaatsen
Er zijn ongeveer 1200 plaatsen in Schotland.